# Gypona wallengreni
Gypona wallengreni är en insektsart som beskrevs av Carl Stål 1864. Gypona wallengreni ingår i släktet Gypona och familjen dvärgstritar. Inga underarter finns listade i Catalogue of Life.